# Great Slave Lake
Great Slave Lake (ook wel Groot Slavenmeer genoemd; een meer correcte vertaling is: "Het grote meer van de Slavey-indianen".) is na het Great Bear Lake, het grootste meer van de Canadese Northwest Territories. Dit zoetwatermeer is met een diepte van 614 meter het diepste meer van Noord-Amerika. Het is 480 kilometer lang en tussen de 19 en 109 kilometer breed, met een oppervlakte van 28.400 km² en ligt in het zuiden van de Northwest Territories. De hoeveelheid water in het meer is 2090 km³. Great Slave Lake ontleent zijn naam aan de Slavey of Slave indianen, die de eerste bewoners van het gebied waren.
De Britse pelshandelaar Samuel Hearne verkende het gebied in 1771. In de jaren 1930 werd er rond het meer goud ontdekt, waarna de aan de noordoever van Great Slave Lake gelegen territorium-hoofdstad Yellowknife werd gevestigd. Andere steden die aan het meer liggen zijn Fort Providence, Hay River en Fort Resolution.
Tijdens de winter is het Great Slave Lake dichtgevroren. Het ijs is dan dik genoeg om op te rijden, zelfs voor grote vrachtauto's. Het meer is in die maanden een belangrijke verbinding naar de plaats Coppermine, Northwest Territories, waar zich diamantmijnen bevinden.
Het Great Slave Lake is in feite een diepe kloof die onder water gelopen is. Dit is de oorzaak waardoor het zo diep is. De Slave en de Yellowknife monden uit in het meer en de Mackenzie verbindt het meer met de Noordelijke IJszee.
Op 24 januari 1978 om 6.53 uur (lokale tijd) stortte de Russische satelliet Kosmos 954 neer in het Great Slave Lake.
In januari 1979 diende Canada bij de Sovjet-Unie een schadeclaim in van omgerekend 10 miljoen gulden. Deze kosten zouden zijn gemaakt om radioactieve fragmenten van de Kosmos 954 op te sporen. De Russen betaalden uiteindelijk 3 miljoen Canadese dollar.